# Ajan
Ajan (russisch Ая́н) ist ein Dorf (selo) in der russischen Region Chabarowsk an der Küste des Ochotskischen Meeres mit 788 Einwohnern (Stand 1. Oktober 2021).

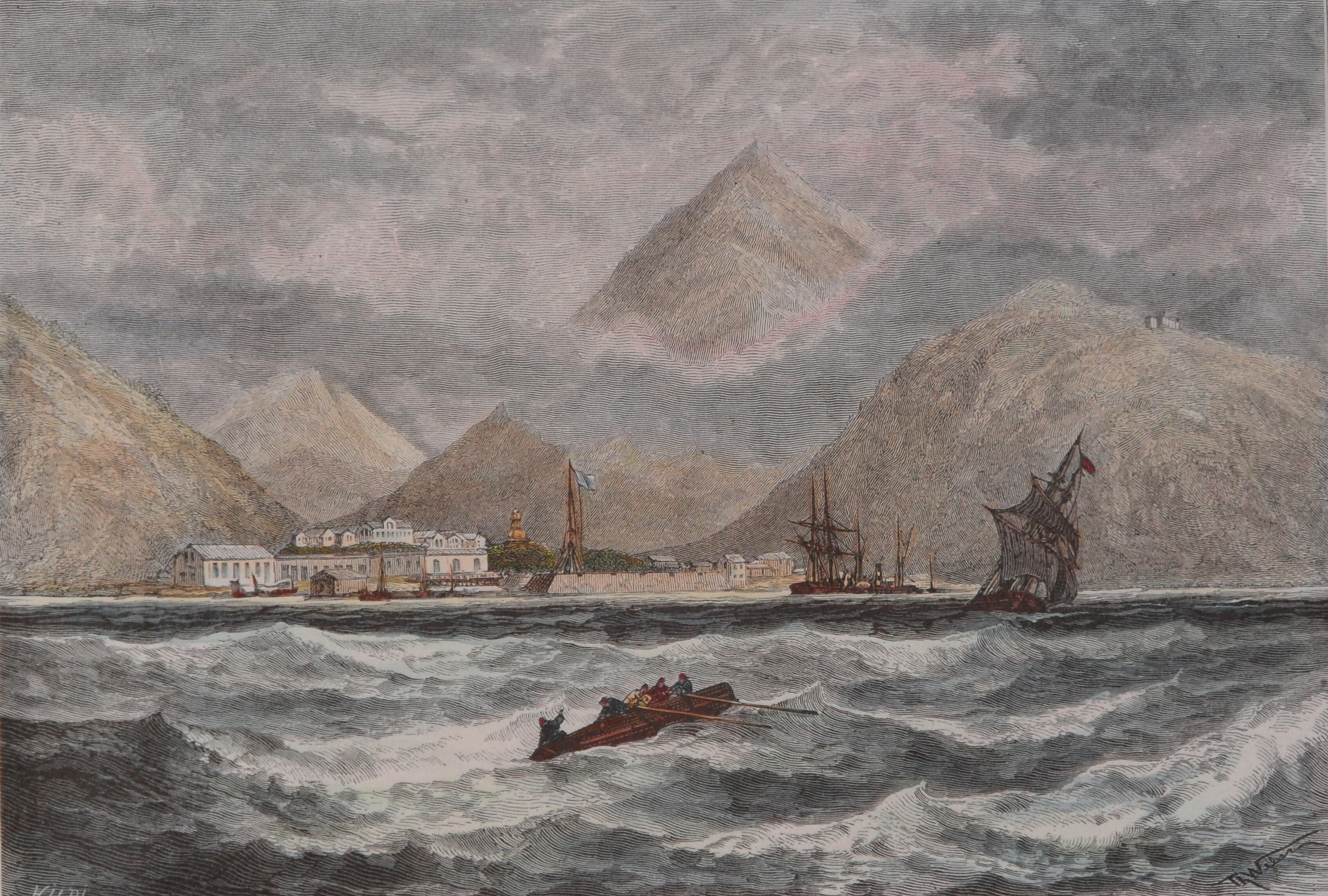
Der Hafen von Ajan um das Jahr 1870 aus südöstlicher Richtung

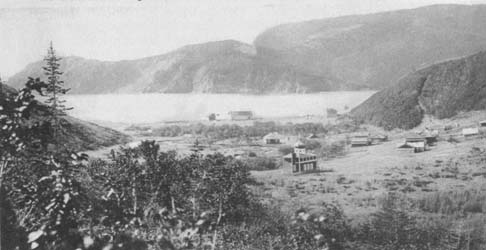
Der Hafen von Ajan (Anfang 20. Jahrhundert)

## Geschichte
Die Siedlung Ajan wurde 1843 von der Russisch-Amerikanischen Kompagnie gegründet. Von hier aus wurde von 1844 bis 1845 eine Straße durch das Dschugdschur-Gebirge nach Jakutsk gebaut (Amgino-Ajanski trakt), die dem Frachttransport von Jakutsk ans Ochotskische Meer mittels Rentierschlitten dienen sollte. 1846 erhielt der Ort den Status eines Hafens. Mit der Eröffnung des Handelsweges blühte die örtliche Wirtschaft auf.
Während des Krimkrieges, der sich durch die Kombattanten Russland auf der einen Seite und England und Alliierte auf der anderen Seite auch auf den Pazifik erstreckte, wurde der seinerzeit wichtige Hafen von Ajan von der englischen Flotte am 9. Juli 1855 besetzt, nachdem der Hafenkommandant Alexander Kaschewarow die Stadt rechtzeitig evakuiert hatte. Der Hafen und Ort waren jedoch kurz vorher von der Bevölkerung aufgegeben worden. Die Küstenbatterie war geschleift, die Kanonen vergraben. Der Ort wurde nicht zerstört. Der Auftrag der englischen Flotte war, etwaig vorhandene russische Schiffe zu zerstören. Außer einem kleinen Dampfschlepper fand sich jedoch kein russisches Fahrzeug. Der Schlepper war vorher an Land gezogen worden und sollte vergraben werden. Er wurde von den englischen Truppen gesprengt. Zu jener Zeit wurde der Hafen auch von der US-amerikanischen Walfangflotte genutzt.
Bereits 1867 jedoch wurde der Amgino-Ajanski trakt nicht mehr gebraucht, da andere Wege nach Jakutsk bestanden. Nachdem Anfang der 1880er Jahre eine Schiffsverbindung nach Wladiwostok eingerichtet worden war, wurde der Weg nach Jakutsk wiederbelebt.
Bei Ajan fanden am 16. Juni 1923 die letzten Kämpfe des Russischen Bürgerkriegs statt.

### Bevölkerungsentwicklung
| Jahr | Einwohner |
| ---- | --------- |
| 1939 | 1920      |
| 1959 | 1721      |
| 1970 | 1360      |
| 1979 | 1407      |
| 1989 | 2039      |
| 2002 | 1325      |
| 2010 | 0967      |
| 2021 | 0788      |

Anmerkung: Volkszählungsdaten